# قانون الجماعات الأوروبية (المعدل) لعام 2002
قانون الجماعات الأوروبية (المعدل) لعام 2002 هو قانون صادر عن برلمان المملكة المتحدة شهد التعديل الرئيسي الرابع لقانون الجماعات الأوروبية لعام 1972 ليشمل الأحكام التي تم الاتفاق عليها في معاهدة نيس التي تم التوقيع عليها في 26 فبراير 2001 ليتم إدراجها في القانون المحلي للمملكة المتحدة، تم منحه الموافقة الملكية في 26 فبراير 2002.
تم إلغاء القانون بموجب قانون الاتحاد الأوروبي (الانسحاب) لعام 2018 في 31 يناير 2020.